# Intolerancija na hranu
Intolerancija na hranu ili ne-alergijska senzibilnost na hranu je pojam koji se rabi za razne fiziološke reakcije povezane s određenom vrstom namirnica ili sastojka u namirnici. 
Intolerancija na hranu je škodljiva reakcija, često zakašnjena, na hranu, piće, prehrambeni aditiv ili sastojak u hrani koji proizvodi simptome u jednom ili više organa i sustava, ali nije alergija na hranu i ne bi se trebala zamijeniti s njom. Prava alergija na hranu proizvodi Immunoglobin E (IgE) i tešku reakciju antitijela protiv hrane, dok intolerancija na hranu ne dovodi do toga.
Intolerancija na hranu se može klasificirati prema njihovom mehanizmu. Intolerancija može nastati zbog nedostatka određenih kemikalija ili enzima koji su potrebni radi probave namirnica. Može biti i rezultat anomalije sposobnosti ljudskog tijela u upijanju hranjivih tvari, kao što je primjerice kriva absorbcija fruktoze. Intolerancija na hranu se može dogoditi i prema prirodnim kemikalijama koje se nalaze u hrani, kao što je salicilna senzibilnost. Droge iz raznih biljaka, kao što je aspirin, također mogu prouzročiti takve reakcije. Na kraju, može to biti i rezultat imunoloških reakcija koji nisu povezane s IgE-om.

## Definicije
Ne-alergijska senzibilnost na hranu je zdravstveni pojam za intoleranciju hrane. Ne bi se trebala zamijeniti s puno težom alergijom na hranu.
Reakcije uzrokovane intolerancijom na hranu mogu uključiti farmakološke, metaboličke i/ili gastrointestinalne reakcije na hrane ili sastojke u hrani. Intolerancija ne uzrokuje niti psihičke reakcije niti trovanje hranom.
Ne-alergijska hipersenzibilnost na hranu je abnormalna fiziološka reakcija.
- Metabolička reakcija na hranu nastaje zbog urođene ili stečene greške metabolizma na određene namirnice, kao što je dijabetes, nedostatak laktoze, fenilketonurija i manjak enzima glukoza-6-fosfat dehidrogenaze.
- Farmakološke reakcije većinom nastaju zbog zbog kemikalija s malom težinom molekula koje se događaju ili kao prirodni sastojci, kao što je salisiclna osjetljivost i amini, ili prehrambeni aditivi, kao što su razni konzervansi, emulgatori ili pojačivači okusa. Ove kemikalije mogu prouzročiti biokemijske nuspojave kod određenih ljudi.[4]
- Gastro-intestinalne reakcije mogu nastati zbog pogrešne apsorpcije ili drugih anomalija probavnog sustava.
- Imunološki odgovori nastaju posredstvom imunoglobinom bez IgE-a, gdje imunološki sustav prepoznaje određenu hranu kao stranu tijelo.
- Otrovi mogu biti prirodno zastupljeni u hrani, ili oslobođeni bakterijama, ili zbog otrova u namirnicama.[4] Reakcije na otrove u hrani uzrokuju izravne reakcije hrane ili sastojka bez uključenja imunološkog sustava.[4]
- Nema psihiloških reakcija, izuzev emotivnih asocijacija s određenom hranom.[4]

Eliminacijske dijete su korisne prilikom dijagnoze intolerancije na hranu. Postoje određeni testovi za dijagnosticiranje određenih intolerancija na hranu.

## Znakovi i simptomi
Intolerancija na hranu je kronična, manje akutna, manje očita te stoga mnogi ljudi ni ne znaju da je imaju, za razliku od upečatljivih i bolnih simptoma prilikom alergije na hranu.
Često treba dugo vremena dok se dogode simptomi intolerancije hrane. Simptomi počinju otprilike pola sata ili sat nakon obroka neprimjerene hrane, ali katkad s pojave tek nakon 48 sati.
Intolerancije na hranu dovodi do simptoma koji mogu utjecati na kožu, dišni sustav i probavni sustav ili odvojeno ili zajedničko. Na koži može dovesti do osipa, koprivnjače, angioedem, dermatitis, i ekcem. Simptomi dišnog sustava uključuju nosni krlkljanac, sinusitis, iritacija ždrijela, astma i neproduktivno kašljanje. Simpotmi probavnog trakta uključuju čireve usta, grčeve trbuha, mučnina, nadustost, proljev, začepljenje, sindrom iritabilnog crijeva,
a rijetko kada se javlja i anafilaksija.
Intolerancija na hranu se povremeno veže uz bolest upale crijeva, kronično začepljenje, kronična infekcija hepatitisa C, ekcem, primjedbe zbog disanja, uključujući astmu, rinitis i glavobolje, funkcionalna dispepsija, eosinofilični ezofagitis i ENT bolesti.

## Uzroci
Razne organske kemikalije u namirnicama biljnog i životinjskog podrijetla dovode to simptoma intolernacije na određenu hranu.
Simptomi mogu početi u bilo kojem dobu te se razvijati sporo ili brzo. Mogu iz uzrokovati virusne infekcije ili bolesti izlaganja kemikalijama u okolišu. Manjak probavnih enzima mogu također biti uzrok. Intolerancija na laktozu je primjer gdje tijelo ne proizvodi dovoljno laktaze kako bi probavio laktozu u mlijeku; dok mliječni proizvodi s manje laktoze, kao što je sir, su manje vjerojatni kao uzroci poticanja rekacije u ovom slučaju. Slična je stvar s nasljednom intolerancijom na fruktozu.
Celijakija, autoimuna smetnja uzrokovana imunološkom reakcijom na gluten vodi do intolerancije prema glutenu.
Najraširenija prirodna kemikalija u namirnici koja može provocirati reakciju je salicilna kiselina, kao i tartrazin i benzojeva kiselina. Benzojeva i salicilna kiselina se javljaju prirodno u raznim namirnicama, kao što je voće, sokovi, povrće, začini, lješnjaci, čaj, vina i kava. 
Druge prirodne kemikalije koje uzrokuju reakciju su i amini, nitrati, sulfiti i neki antioksidansi. Tu su i pojačavači okusa.
Ljudi osjetljivi na hranu imaju različite pragove osjetljivosti, tako da osjetljiviji ljudi mogu već dobiti reakciju na mnogo manje količine tvari.

## Vanjske poveznice
- Intolerancija na hranu  Arhivirana inačica izvorne stranice od 19. kolovoza 2013. (Wayback Machine) Poliklinika Stella
- Intolerancija na hranu
- Uzroci i simptomi